# Beneš-Mráz Be-252 Beta-Scolar
Benešov-Mráz Be-252 Beta-Scolar bylo akrobatické a cvičné letadlo vyrobené v Československu krátce před druhou světovou válkou. Oproti základnímu letounu Beneš-Mráz Be-50 Beta-Minor měl tento letoun konstrukci značně posílenou pro akrobacii a silnější hvězdicový motor namísto invertního, řadového motoru Walter Minor 4. Bylo to jediné letadlo, společně s variantou Be-252C, choceňské společnosti Ing. P. Beneš, ing. J. Mráz, továrna na letadla s hvězdicovým motorem. Byl použit devítiválcový vzduchem chlazený hvězdicový motor Walter Scolar vyráběný od roku 1936. Letoun byl vyvinut v roce 1937.

## Vývoj a užití
Společnost byla založena v Chocni 1. dubna 1935 Pavlem Benešem a Jaroslavem Mrázem a vyráběla řadu lehkých letadel pro sportovně-akrobatické a cvičné účely. V roce 1937 přišel konstruktér ing. Pavel Beneš s projektem na využití devítiválcového vzduchem chlazeného hvězdicového motoru Walter Scolar o výkonu 118/132 kW (160/180 k) v produkci choceňských letadel. Tato varianta slibovala nejen vyšší výkon, ale i klidnější chod a zejména schopnost dlouhodobého letu na zádech. Svou koncepcí zásadně vybočoval z řady doposud výlučně využívaných invertních řadových motorů Walter Junior 4, Minor 4 a Major 4. Konstrukce draku vycházela z letounu Be-52 Beta Major. Letoun měl stejné rozpětí křídel a nosnou plochu. Na délku mu přibylo 45 cm (7,45 m) a byl hlavně díky použitému motoru o 60 kg těžší (hmotnost prázdného letounu 610 kg). Upravena však musela být příď letounu, vzhledem k odlišnému typu motoru.
Podvozek měl typické "kalhoty" a modernější kapotáž, podobnou letounu Be-51 Beta Minor. Letoun byl zalétán po několika úpravách v dubnu 1938. Při zkouškách se projevil motor Walter Scolar ve vertikálních obratech, avšak zklamání přinesly vlastnosti prototypu OK-BEZ ve vývrtce, resp. v malé snaze z ní vycházet. Bylo po zkouškách zřejmé, že pouhé použití silného, hvězdicového motoru na původní plochý trup Be-52 Beta Major nestačí.
Ing. Beneš v zimě 1938 rozpracoval přestavbu plochého trupu na vejčitý průřez, čímž vznikla modifikace Beneš-Mráz Be-252C Beta Scolar. Na původní plochý trup byly připevněny lehké tvarové přepážky a celek byl doplněn podélnými lištami, přes které bylo nataženo plátno. Také byla věnována pozornost aerodynamickým přechodům mezi křídlem a trupem. Kabina měla nově průběžný prosklený, zcela uzavřený kryt. Svým vzezřením připomínal letoun bojový stroj. Nový šéfpilot firmy, Petr Široký zalétal prototyp Be-252C (OK-YOA) jen několik dnů před německou okupací začátkem března 1939. Slibný letoun padl do rukou nacistů, kteří jej odvezli na testovacího centra Luftwaffe do Rechlinu v severním Německu a tam jej nějaký čas zkoušeli. Žádná "úžasná" kariéra Be 252 se však nekonala, Němci pravděpodobně zjistili, že se jedná o čistě cvičný letoun a také dřevěná konstrukce je na začátku války nemohla nadchnout. Nicméně, zde v Rechlinu jeho stopa končí.

## Specifikace
Údaje podle

### Technické údaje
- Osádka: 2
- Rozpětí: 10,66 m
- Délka: 7,45 m (252), 7,25 m (252C)
- Výška: 2,02 m
- Nosná plocha: 14,00 m²
- Hmotnost prázdného stroje: 610 kg (252), 630 kg (252C)
- Vzletová hmotnost: 895 kg (252), 910 kg (252C)
- Plošné zatížení: 60 kg/m²
- Motor: 1× devítiválcový vzduchem chlazený hvězdicový motor Walter Scolar
- Pohon: dvoulistá dřevěná vrtule

### Výkony
- Jmenovitá výkonnost motoru: 160 k (117,6 kW)
- Nejvyšší rychlost: 250 km/h (252), 275 km/h (252 C)
- Cestovní rychlost: 220 km/h (252), 245 km/h (252C)
- Dostup: 7000 m (252), 6000 m (252C)
- Dolet: 500 km
- Rychlost stoupání: 4,2 m/s